# بخش ویفران-سور-سون
بخش ویفران-سور-سون (به فرانسوی: Arrondissement de Villefranche-sur-Saône) یک بخش در فرانسه است که در رون واقع شده‌است.